# Robert Plagnol
Pour les articles homonymes, voir Plagnol.
Robert Plagnol est un acteur, traducteur et adaptateur français.

## Biographie
Robert Plagnol grandit à Saint-Jean-de-Braye où sa mère est directrice d'école puis entre au Conservatoire d'Orléans où il a pour professeurs Nicole Mérouze et Jean Périmony. Après un baccalauréat scientifique et de brèves études de Maths Sup Bio à Fontainebleau, il s'inscrit en philosophie à l'université de Tours puis à Aix-en-Provence. C'est à Marseille, au Théâtre du Gymnase, qu'il reprend des cours de théâtre puis s'installe à Paris pour retrouver son professeur Nicole Mérouze. Il intègre ensuite la Classe Supérieure d'Art Dramatique de la Ville de Paris dirigée par Jean Darnel,. « Je réalise aujourd’hui que je m’ennuyais dans les rapports humains tels qu’ils sont proposés dans la société. Contrairement au théâtre, qui permet à l’acteur d’incarner des moments forts émotionnellement. On ne raconte pas l’ennui au théâtre, sinon ça n’a aucun intérêt?! ».
Il obtient son premier rôle au théâtre en 1992 dans La maison de la nuit de Thierry Maulnier, mis en scène par Marcelle Tassencourt, puis rencontre Patrice Kerbrat qui lui confie le rôle de Paul dans Grande École de Jean-Marie Besset et celui de Brick dans La Chatte sur un toit brûlant de Tennessee Williams. Il joue également Racine, Molière, Beaumarchais, Oscar Wilde, Marivaux, Euripide...
En 2002, il interprète Léo dans la première pièce du même nom de Patrick Lunant avec Bernadette Lafont et est nommé pour le Molière de la révélation théâtrale.
Au cinéma, il tourne avec Gabriel Aghion, Michel Deville, Claude Miller, Cédric Klapisch, et à la télévision dans de nombreux téléfilms et séries : Reporters, Dix pour cent, Glacé, Engrenages...
Robert Plagnol est le traducteur et l'adaptateur du dramaturge Andrew Payne. Il participe également à chaque création de ses pièces comme acteur : Synopsis et Squash, Le Plan B, En réunion, La Femme de ma vie et Une jolie robe,,.
En mai 2020, à la suite de la fermeture des salles de spectacle en raison de la crise sanitaire, il joue « La Femme de ma vie » en direct sur la plateforme de vidéoconférence Zoom, pièce qu'il avait créée en 2018 au Festival Off d'Avignon. Cette initiative saluée par le Masque et la Plume comme « une des plus originales nées pendant le confinement »  provoque l’enthousiasme chez la critique,,.
Robert Plagnol prolonge cette expérience par la création du site www.directautheatre.com qui a pour vocation d’accueillir d’autres propositions d’acteurs souhaitant expérimenter cette nouvelle façon de faire du théâtre,. Cette création est récompensée par le Prix théâtre 2020 de la Fondation Charles Oulmont. La pièce est jouée 75 fois en direct devant plus de 1 500 spectateurs.
En 2021, Robert Plagnol propose une nouvelle pièce en ligne d'Andrew Payne, « Une jolie robe » dans une mise en scène de Patrice Kerbrat. « La seule chose qui s’ajoute par rapport à une représentation classique, c’est la gestion de la tablette qu’il faut parfois poser, parfois bouger. Mis à part ce point précis et le fait de ne pas avoir besoin de projeter sa voix, le jeu est extrêmement semblable, les plans serrés offrant simplement une forme plus intimiste ».

## Théâtre

### Comédien
- 1992 :
  - La maison de la nuit de Thierry Maulnier, mise en scène de Marcelle Tassencourt, Théâtre 14 Jean-Marie Serreau
  - La Dame aux Camélias d'Alexandre Dumas (fils), adaptation et mise en scène de Henri Lazarini, Théâtre La Mare au diable - Armand Duval
- 1993 : L'éperdue de Jean Bois, Théâtre 71, Malakoff
- 1994 : Britannicus de Racine mise en scène  Marcelle Tassencourt, Théâtre Montansier - Britannicus
- 1995 : L'Avare de Molière, mise en scène de Jean-Pierre André - Théâtre Alexandre Dumas de Saint-Germain-en-Laye - Valère
- 1996 : Grande École de Jean-Marie Besset, mise en scène Patrice Kerbrat, Comédie de Paris - Paul
- 1997 : Le Barbier de Séville de Beaumarchais, mise en scène Jean-Louis Thamin, Théâtre du port de la Lune - Le comte Almaviva
- 1998 : Une douche écossaise de Philippe Collas et Éric Villedary, mise en scène Muriel Mayette, Théâtre des Bouffes-Parisiens - John Fortescue
- 2000 : Le Malin Plaisir de David Hare, adaptation Jean-Marie Besset, mise en scène Jacques Lassalle, Théâtre de l'Atelier - Ivan
- 2001 : La Chatte sur un toit brûlant de Tennessee Williams, mise en scène Patrice Kerbrat, tournée - Brick
- 2002 : Léo de Patrick Lunant, mise en scène Jean-Luc Tardieu, Petit Théâtre de Paris - Léo
- 2003 : L'Éventail de Lady Windermere d'Oscar Wilde, mise en scène de Tilly, Théâtre du Palais Royal - Lord Windermere
- 2004 :
  - Léon Morin prêtre d'après Béatrix Beck, mise en scène Jean-Pierre Nortel, Espace Bernanos, Théâtre Le Ranelagh - Léon Morin
  - Rue de Babylone de Jean-Marie Besset, mise en scène Jacques Lassalle, Petit Montparnasse - H
- 2006 : Synopsis et Squash d'Andrew Payne, adaptation Robert Plagnol et Vanessa Chouraqui, mise en scène Patrice Kerbrat, Théâtre Montparnasse
- 2007 : Thomas Chagrin (librement adapté de rien) de Will Eno, adaptation Jean-Marie Besset, mise en scène Gilbert Désveaux, Théâtre de la Manufacture des Abbesses - Thomas Chagrin
- 2008 : Le Plan B d'Andrew Payne, adaptation Robert Plagnol et Vanessa Chouraqui, mise en scène Michel Fagadau, Studio des Champs-Élysées - Tom
- 2009 : Synopsis et Squash d'Andrew Payne, adaptation Robert Plagnol et Vanessa Chouraqui, mise en scène Patrice Kerbrat, Théâtre de la Commune
- 2010 : Les Fausses Confidences de Marivaux, mise en scène Didier Bezace, Théâtre de la Commune, Théâtre des Célestins, MC2, La Criée - Dorante
- 2011 :
  - Dîner en ville de Déborah Helpert, mise en scène Tristan Petitgirard, Le Brady
  - Tokyo bar de Tennessee Williams, adaptation Jean-Marie Besset, mise en scène Gilbert Désveaux, Théâtre des Treize Vents, - Mark
- 2012 : Médée d'après Euripide, mise en scène Frédérique Lazarini, Théâtre des Trois Vallées (Palaiseau)
- 2013 : En réunion d'Andrew Payne, adaptation Robert Plagnol, mise en scène Patrice Kerbrat, Petit Montparnasse
- 2014 : Le Bavard de Louis-René des Forêts, mise en scène Michel Dumoulin, Lucernaire
- 2018 : La Femme de ma vie d'Andrew Payne, adaptation Robert Plagnol, mise en scène Gilles Bannier, Festival Off d'Avignon, Hôtel d'Europe
- 2020-2021 : La Femme de ma vie d'Andrew Payne, adaptation Robert Plagnol, mise en scène Gilles Bannier, sur Zoom
- 2021 : Une jolie robe d'Andrew Payne, adaptation Robert Plagnol, mise en scène Patrice Kerbrat, sur Zoom
- 2022 :Un visiteur inattendu d'Agatha Christie, mise en scène Frédérique Lazarini, Artistic Théâtre

### Acteur et adaptateur
- 2006 : Synopsis et Squash d'Andrew Payne, adaptation Robert Plagnol et Vanessa Chouraqui, mise en scène Patrice Kerbrat, Théâtre Montparnasse
- 2008 : Le Plan B d'Andrew Payne, adaptation Robert Plagnol et Vanessa Chouraqui, mise en scène Michel Fagadau, Studio des Champs-Élysées - Tom
- 2009 : Synopsis et Squash d'Andrew Payne, adaptation Robert Plagnol et Vanessa Chouraqui, mise en scène Patrice Kerbrat, Théâtre de la Commune
- 2013 : En réunion d'Andrew Payne, adaptation Robert Plagnol, mise en scène Patrice Kerbrat, Petit Montparnasse
- 2018 : La Femme de ma vie d'Andrew Payne, adaptation Robert Plagnol, mise en scène Gilles Bannier, Festival d'Avignon off
- 2021 : Une jolie robe d'Andrew Payne, adaptation Robert Plagnol, mise en scène Patrice Kerbrat, sur Zoom

### Metteur en scène
- 2021 : Squash d'Andrew Payne, adaptation Robert Plagnol et Vanessa Chouraqui, Zoom[18]

## Filmographie

### Cinéma
- 1996 : Pédale douce de Gabriel Aghion - le curé
- 1997 : Le Pari de Didier Bourdon et Bernard Campan - Franck Tullio
- 1997 : La Divine Poursuite de Michel Deville - Jean-Baptiste
- 1998 : Stress de Didier Delaître (court-métrage)
- 1999 : Occupé ? de Xavier Castano (court-métrage) - Patrick
- 1999 : Les Enfants du siècle de Diane Kurys - Jules Sandeau
- 2001 : Malraux, tu m'étonnes !  de Michèle Rosier - le père Bockel
- 2003 : Ni pour ni contre (bien au contraire) de Cédric Klapisch - le journaliste
- 2005 : Les Poupées russes de Cédric Klapisch - l’auteur de la série
- 2007 : Un secret de Claude Miller - Robert Stirn
- 2007 : Michou d'Auber de Thomas Gilou - Duval
- 2010 : La Tête de l'emploi d'Isabelle Le Nouvel (court-métrage)
- 2012 : Un plan parfait de Pascal Chaumeil - Pierre
- 2014 : GHB de Laetitia Masson - Denis
- 2017 : K.O. de Fabrice Gobert - Valentin
- 2018 : Les Dents, pipi et au lit d'Emmanuel Gillibert

### Télévision

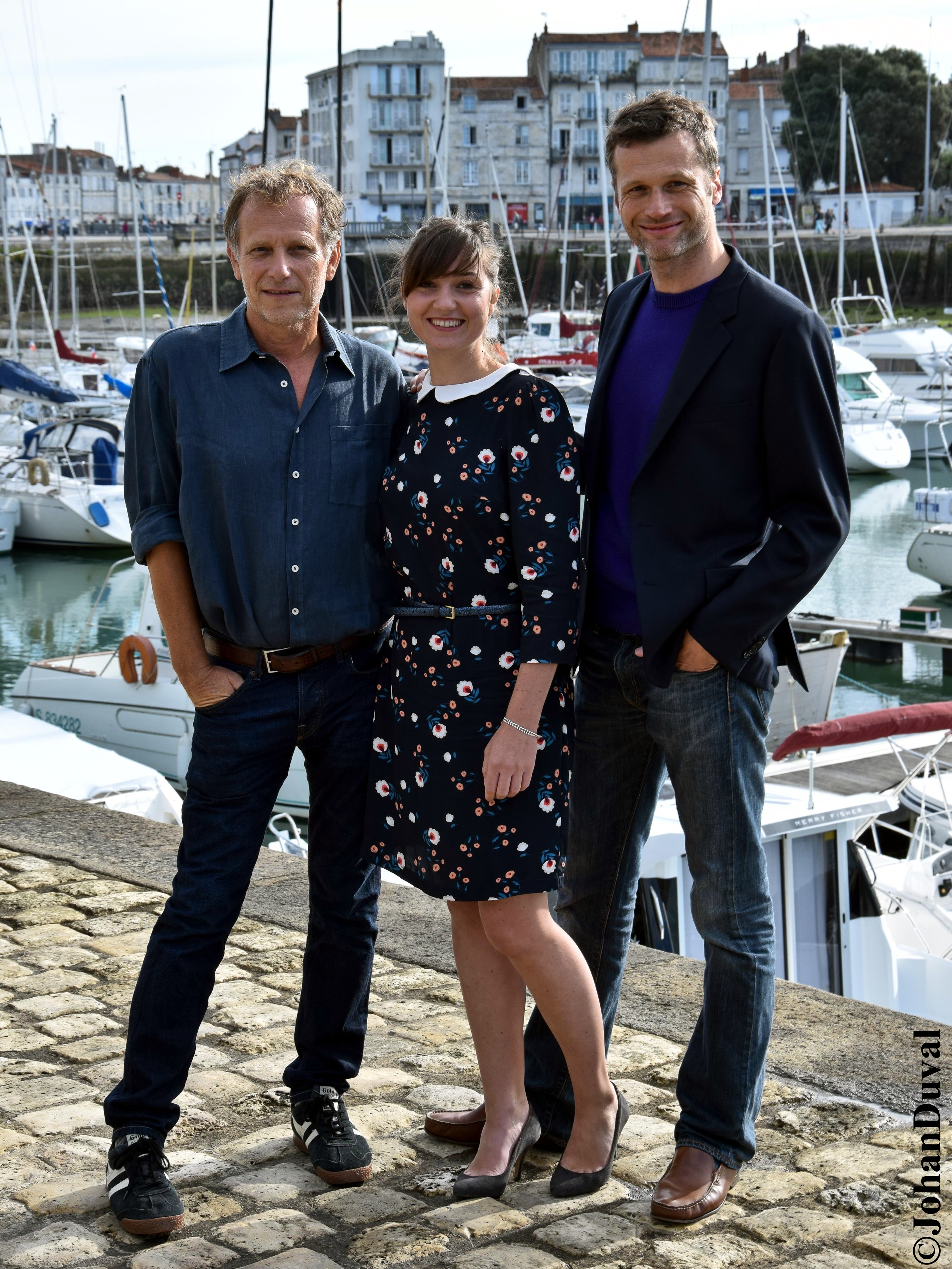
De gauche à droite : Charles Berling, Nina Meurisse et Robert Plagnol au Festival de la fiction TV de La Rochelle 2016.

- 1992 : Hélène et les Garçons, deux épisodes, de Jacques Samyn - Frédéric
- 1993 : Les Vendéens, de Jacques Dupont - Henri de La Rochejaquelein
- 1994 : Le Miel et les Abeilles, série - Frédéric
- 1995 : Les Garçons de la plage épisode 12 - Gérard
- 1997 : Viens jouer dans la cour des grands de Caroline Huppert - Christophe Louviers
- 1997 : L'Ami de mon fils de Marion Sarraut - Stanislas
- 1998 : Une femme d'honneur, épisode Mémoire perdue de Michèle Hauteville - Max
- 2001 : Une fille dans l'azur de Jean-Pierre Vergne - David
- 2003 : Maigret, épisode Signé Picpus de Jacques Fansten - le juge
- 2006 : Les Amants du Flore d'Ilan Duran Cohen - Albert Camus
- 2007 : Un admirateur secret de Christian Bonnet - Richard Duval
- 2007 : Pas tout de suite… de Marianne Lamour - Serge
- 2007 : Les Bleus, premiers pas dans la police, épisode Enquête interne de Patrick Poubel
- 2007-2009 : Reporters, dix-huit épisodes, de Gilles Bannier, Suzanne Fenn, Ivan Strasburg et Jean-Marc Brondolo - Christian Janssen
- 2008 : Les Vacances de Clémence de Michel Andrieu - Jean-Jacques
- 2008 : À droite toute de Marcel Bluwal
- 2008 : Nicolas Le Floch, épisode L'Énigme des Blancs-Manteaux d'Edwin Baily - Mauval
- 2008 : Pas tout de suite de Marianne Lamour - Serge
- 2009 : Le Commissariat  de Michel Andrieu
- 2010 : Les Virtuoses, épisode Une pure coïncidence de Claude-Michel Rome - Emmerich Beckman
- 2010 : Les Fausses Confidences de Marivaux, mise en scène Didier Bezace, réalisation Don Kent - Dorante
- 2012 : Profilage, épisode Insoupçonnable d'Alexandre Laurent - Sulian Frégé
- 2012 : Trafics, six épisodes, d'Olivier Barma - Pelletier
- 2013 : Joséphine, ange gardien, épisode Les Anges
- 2013 : Super Lola de Régis Musset : Hubert
- 2013 : La Déesse aux cent bras de Sylvain Monod - Greg
- 2014 : Résistance, série de David Delrieux et Miguel Courtois : Boris Vildé
- 2014 : Paris, série de Gilles Bannier - Fred
- 2015 : La Vie devant elles de Gabriel Aghion - l'ingénieur
- 2015 : Dix pour cent, série de Cédric Klapisch
- 2017 : Glacé, série de Laurent Herbiet : Lombard
- 2017 : Les Brumes du souvenir de Sylvie Ayme : Fred
- 2017 : La Loi de Gloria de Didier Le Pêcheur : Thierry Lassere
- 2017 : Prof T. de Nicolas Cuche
- 2018-2020 : Demain nous appartient, série : Arnaud Molina (épisodes 348-638)
- 2019 : Engrenages, saison 7
- 2020 : La Garçonne de Paolo Barzman : Ventura
- 2021 : OPJ, Pacifique Sud, saison 2 : Raphaël Mayer
- 2021 : Basse Saison de Laurent Herbiet : Michaux
- 2023 : La Tribu de Nadine Loisal et Patrick Cassir : Hippolyte Granger

## Doublage

### Cinéma
- 2002 : Star Wars, épisode II : L'Attaque des clones : Elan Sleazebaggano (Matt Doran)
- 2018 : Operation Finale : Moshe Tabor (Greg Hill)
- 2024 : La Demoiselle et le Dragon : ? (?)
- 2024 : Le Beau Jeu (en) : ? (?)
- 2024 : Scoop : ? (?)

### Télévision

#### Séries télévisées
- 2023 : Silo : ? (?)

#### Séries d'animation
- 2023 : Edens Zero : voix additionnelles (saison 2)

## Distinctions

### Récompense
- Prix théâtre 2020 de la Fondation Charles Oulmont pour La Femme de ma vie

### Nomination
- Molières 2002 : Molière de la révélation théâtrale pour Léo